# Amira Medunjanin
Amira Medunjanin (rođena Dedić, 22. travnja 1972.) izvoditeljica je tradicionalne bosanske pjesme - sevdalinke. Posjeduje državljanstva Bosne i Hercegovine i Hrvatske.

## Životopis
Rođena je u Sarajevu. Glazbeni novinar Garth Cartwright je naziva "bosanskom Billie Holiday" (Bosnia's Billie Holiday), uspoređujući način na koji se Amira igra sa sevdahom, nalazeći novi kontekst i formu u tradiciji staroj stotinama godina.
Nakon što je 2003. godine gotovala na albumu "A Secret Gate", Mostar Sevdah Reuniona, Amira Medunjanin 2005. godine snima svoj debitantski album "Rosa" u izdanju Snail Records. Album dobiva sjajne kritike u Velikoj Britaniji i širom Europe, pojavljujući se i među kandidatima izbora za "album godine".
Amira Medunjanin pjevačica, humanitarna i svjetska ambasadorica kulture i glazbe u rodnoj Bosni i Hercegovini i susjednim državama, opisana je kao "jedan od velikih glasova svoje generacije" s privlačnim zvukom koji "lebdi između Istoka i Zapada" i kao jedan od najboljih i najnježnijih europskih pjevača. 
U travnju 2009. godine, Amira objavljuje album "Live", u izdanju Gramofona. Album sadrži snimke s njenog koncerta u Bosanskom kulturnom centru Sarajevo tijekom Jazz Festa Sarajevo 2008. godine.
Iste godine čini još jedan korak naprijed, objavljivanjem već snimljenog studijskog album "Zumra", koji je pripremila u suradnji s međunarodno priznatom harmonikašicom Merimom Ključo. Album predstavlja inovativni pristup glazbenoj tradiciji Bosne i Hercegovine, Srbije i Makedonije, spajajući primijenjenu harmoniku s aranžmanima tradicionalnih melodija, stihova i stila vokalne izvedbe.

## Diskografija
- A Secret Gate (2003, Snail Records) - gostovanje na albumu Mostar Sevdah Reuniona
- Rosa (2005, Snail Records)
- Amira Live (2009, Gramofon), snimka koncerta s festivala Jezz Fest Sarajevo 2008.
- Zumra (2010, Harmonia Mundi/World Village)
- Amulette (2011, Harmonia Mundi/World Village)
- Silk&Stone (2014, Aquarius Records)
- Ascending (& TrondheimSolistene – 2014, Harmonia Mundi/World Village)
- Damar (2015, Harmonia Mundi/World Village)
- For Him and Her (2020, Croatia Records)

## Vanjske poveznice
- Službena stranica Amire Medunjanin